# یاکوف الیاشبرگ
یاکوف ماتویویچ الیاشبرگ (به روسی: Яков Матвеевич Элиашберг) (زاده ۱۱ دسامبر ۱۹۴۶ در لنینگراد) ریاضیدان اهل روسیه است. زمینه کاری الیاشبرگ هندسه سیمپلکتیک و توپولوژی است.
او در سال ۱۹۷۲ در دانشگاه دولتی سن پترزبورگ درجه دکتری را به دست آورد. در سال ۱۹۸۸ به آمریکا کوچید و در آنجا در سال ۱۹۸۹ به استادی دانشگاه استنفورد رسید. وی همچنین در دانشگاه پنسیلوانیا و مؤسسه مطالعات پیشرفته به عنوان استاد میهمان حضور داشته است. الیاشبرگ در پرورش هندسه سیمپلکتیک در دهه ۱۹۸۰ و نیز در کاربرد روش‌های هندسه سیمپلکتیک در نظریه تابع‌های چند متغیره مختلط نقش داشت. وی در سال ۱۹۹۸ در کنگره جهانی ریاضیدانان در برلین به عنوان سخنران مدعو با موضوع «نظریه میدانهای سیمپلکتیک و کاربردهای آن» به سخنرانی پرداخت. الیاشبرگ در سال ۲۰۰۱ جایزه وبلن و در سال ۲۰۱۳ جایزه هوپف را دریافت کرد.